# Maragondon
Maragondon (offiziell: Municipality of Maragondon; Filipino: Bayan ng Maragondon) ist eine philippinische Stadtgemeinde in der Provinz Cavite. Maragondon liegt etwa 54 km südöstlich von Manila. Sie hat 37.720 Einwohner (Zensus 1. August 2015). In der Gemeinde befindet sich ein Campus der Polytechnic University of the Philippines.

## Baranggays
Maragondon ist politisch in 27 Baranggays unterteilt.
| - Caingin Pob. (Barangay III) - Bucal I - Bucal II - Bucal III A - Bucal IV A - San Miguel I A (Caputatan) - Garita I A - Mabato - Talipusngo - Pantihan I (Balayungan) - Pantihan II (Sagbat) - Pantihan III (Pook na Munti) - Pantihan IV (Pook ni Sara) - Patungan | - Pinagsanhan I A - Poblacion I A - Poblacion II A (kalye barako) - Tulay B - Tulay A (Kanluran) - Layong Mabilog - Bucal III B - Bucal IV B - Garita I B - Pinagsanhan I B - Poblacion I B - Poblacion II B - San Miguel I B |